# Венеца (рид в област Враца)
Венеца (или Врачански Венец) е дъгообразен рид в Северозападна България, Западния Предбалкан, област Враца.
Дъгообразният рид Врачански Венец се издига във външната структурна ивица на Западния Предбалкан и е разположен в междуречието на реките Скът и Искър. Рида представлява дъга, изпъкнала на изток, като на северозапад се доближава до изолираното възвишение Борованска могила, а на югозапад чрез ниска седловина се свързва с рида Веслец. На югоизток се свързва с Каменополското плато. По североизточното му подножие преминава условната граница между Западния Предбалкана и Дунавската равнина. Възвишението представлява моноклинала, образувана в източната денудирана и разрушена периклинала на Мраморенската антиклинала. Западните му склонове, които представляват вътрешната част на дъгата, обърнати към долината на река Скът са стръмни, а източните и югоизточните – външната част на дъгата са полегати и дълги и постепенно преминават в Каменополското плато. Ридът е изграден от горнокредни варовици и долнокредни песъчливо-мергелни скали. Има голямо изобилие от карстови форми – понори, въртопи, пещери и др.
Дължината на възвишението от север на юг е около 20 км, а ширината му – до 5 – 6 км. Максимална височина е връх Орлов връх (505,9 м), разположен в южната, най-висока част на рида, на около 3 км южно от село Върбица. Западните и част от северните склонове се отводняват от десните притоци на река Скът, а източните и южните – от левите притоци (Габарска река, Ръчене и др.) на Искър. Почвите са сиви горски, заети предимно от ниски благуново-церови гори.
По западните (вътрешни) склонове на рида са разположени селата Върбица и Вировско, а по източните и южните (външни) склонове – селата Буковец, Тлачене, Габаре, Драшан и Камено поле.

## Топографска карта
- Лист от карта K-34-24. Мащаб: 1 : 100 000.
- Лист от карта K-34-36. Мащаб: 1 : 100 000.